# 斯比尼恩希斯
斯比尼恩希斯（拉丁語：Spiniensis）古罗马神话去除棘刺的神祇之一。在古罗马得到古罗马人的崇拜并对其进行相关之活动，因而具有重要地影响与积极意义。